# Lahti L-39
Die L-39 20 mm Lahti ist eine finnische Selbstlade-Panzerbüchse, die während des Zweiten Weltkrieges eingesetzt wurde. Sie hatte ein relativ großes Magazin. Aufgrund der großen und äußerst starken Munition hatte sie einen starken Rückstoß; die Größe und das Gewicht machten sie schwer transportierbar, weshalb sie „Norsupyssy“ (Elefantengewehr) genannt wurde. Nachdem die Panzerungsstärken immer mehr zunahmen und mit der L-39 nicht mehr durchschlagen werden konnten, wurden die Panzerbüchsen als Anti-Materiel Rifle eingesetzt.

## Entwicklung
Anfangs wurde vom finnischen Militär eine Panzerbüchse im Kaliber .50 BMG vorgeschlagen, doch Aimo Lahti, der Entwickler der L-39, wollte unbedingt das Kaliber 20 × 113 mm verwenden. Anfangs glaubten führende Militärs, dass die Mündungsgeschwindigkeit dieses Kalibers zu gering sei, um Panzerungen zu durchschlagen, dies widerlegte Lahti jedoch bei umfangreichen Tests 1939. Die Serienwaffen wurden im Kaliber 20 × 138 mm B produziert, das von den finnischen Truppen bereits verwendet wurde. Die Durchschlagsleistung betrug 30 mm Stahl auf eine Entfernung von 100 m, bei 300 m Entfernung immer noch 25 mm. Die Mündungsgeschwindigkeit lag bei 550 m/s.

## Technik

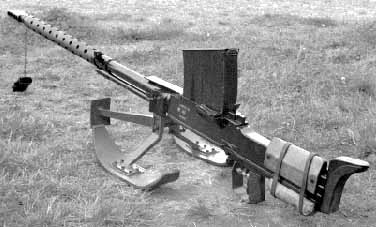

Die L-39 ist ein aufschießender Gasdrucklader mit vertikalem Blockkeilverschluss. Der unter dem Lauf befindliche Gaskanal ist mit einer Gasdruckregulierung ausgerüstet, um bei zunehmender Verschmutzung die Funktion sicherzustellen. Im Gaskanal läuft der Impulsgaskolben. Das 10-schüssige Kurvenmagazin sitzt auf dem Verschlussgehäuse, weswegen sich wie beim ZB vz. 26 die Visiereinrichtung nicht über der Laufachse befindet, sondern nach links versetzt ist. Der Verschlusskeil wird über eine Steuerkurve im Verschlussträger betätigt und verriegelt nach oben im Verschlussgehäuse. Der Verschluss bleibt nach der Schussabgabe in der hintersten Stellung und muss vom Schützen manuell freigegeben werden. Dazu dient der in den Pistolengriff integrierte Bügel. Dann bewegt die Schließfeder den Verschlussträger mit Verschluss nach vorn, wobei eine neue Patrone ins Patronenlager eingeführt und die Schlagbolzenfeder gespannt wird. Die Patronenhülsen werden nach unten ausgeworfen. Um den starken Rückstoß zu verringern, hatte die Waffe eine Mündungsbremse und eine gepolsterte Schulterstütze.

## Einsatz

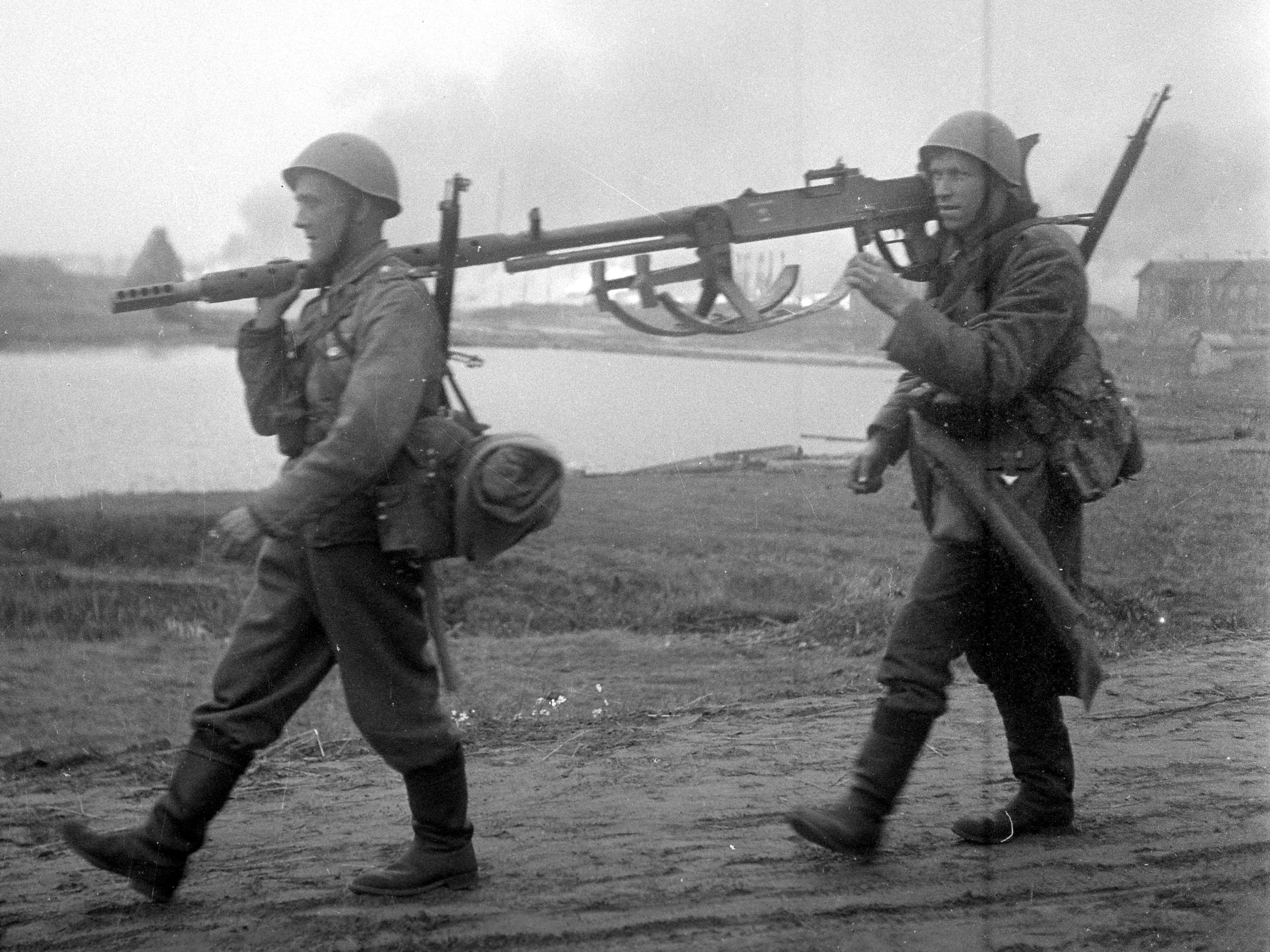
Zwei finnische Soldaten transportieren eine Lahti L-39 (1941)

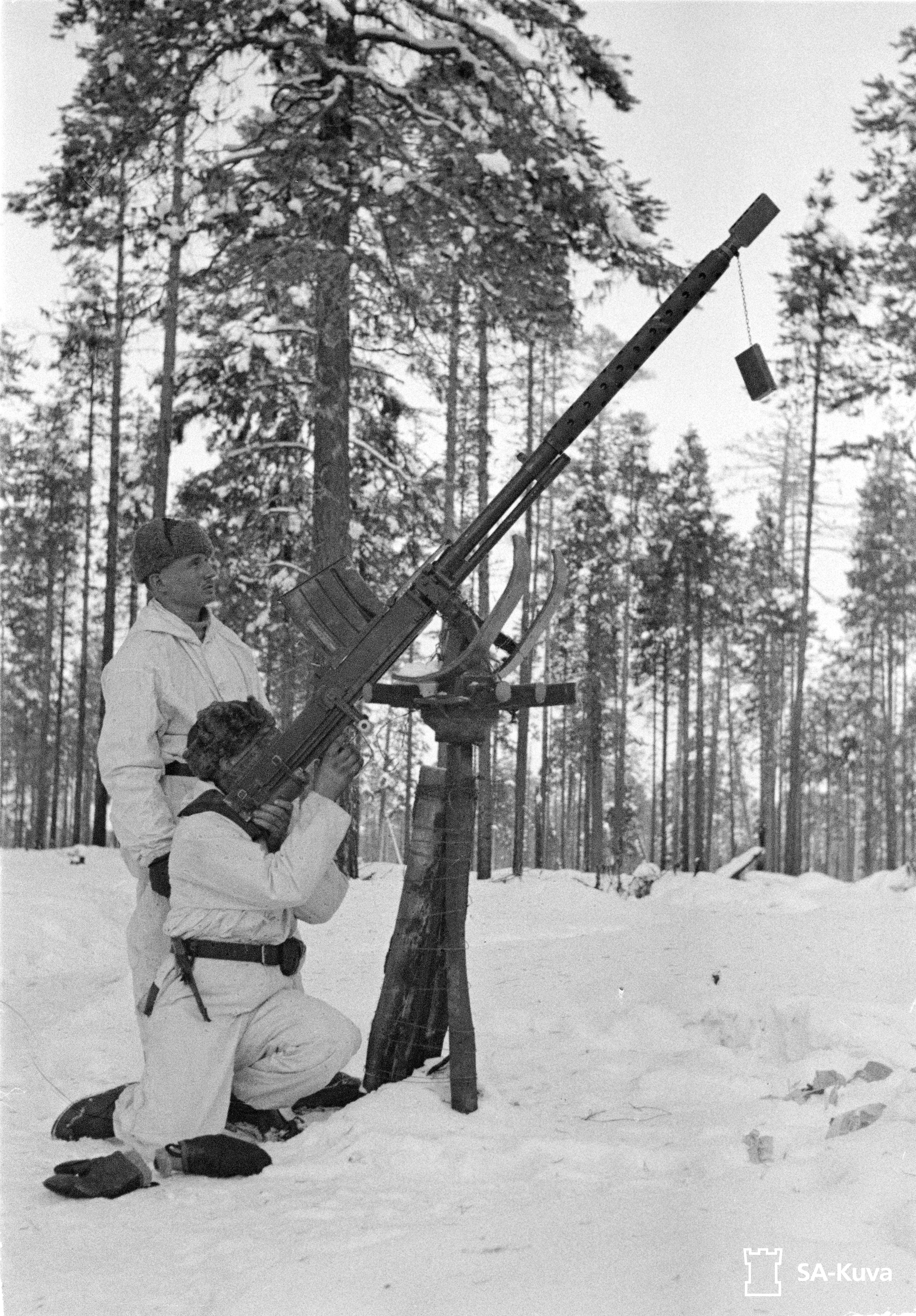
Lahti L-39 im Winterkrieg als Flugabwehrgeschütz (1942)

### Winterkrieg
Während des Winterkrieges mangelte es Finnland an Panzerabwehrwaffen. Nur zwei L-39 und eine Handvoll 13-mm-Waffen waren an der Front im Einsatz. Da die 13-mm-Waffen die Panzerung der sowjetischen Panzer nicht durchschlagen konnten, wurde die L-39 als Standardpanzerbüchse ausgewählt.

### Fortsetzungskrieg
Obwohl die Waffe nicht mehr in der Lage war, die Panzerung neuerer sowjetischer Panzer wie des T-34 oder KW-1 zu durchdringen, war sie im Einsatz gegen Bunker, weit entfernte Ziele und sogar gegen Flugzeuge sehr effektiv. Mit Hilfe von etwas Glück und dank des genauen Visiers der Panzerbüchse konnte ein finnischer Schütze sogar eine niedrig fliegende Iljuschin Il-2 abschießen (was aber eher selten war). 1944 wurde schließlich eine vollautomatische Variante der L-39 als Luftabwehrgewehr eingeführt. Auch war es möglich, das Gewehr mit Phosphormunition zu bestücken, um so feindliche Scharfschützen auszuschalten.
Während des Krieges stellte sich heraus, dass die Waffe mit ihren über 50 Kilogramm sehr schwer und unhandlich war. Allein das geladene Magazin wog mit 6,7 kg rund zwei Kilogramm mehr als die Suomi-M-31-Maschinenpistole. Aufgrund des hohen Gewichts wurde die L-39 von Rentieren oder Pferden auf das Schlachtfeld gezogen und dort von einem Zwei-Mann-Team bedient.
Bis zum Kriegsende wurden über 1900 Stück der L-39 produziert. Die L-39 stand noch bis in die 1960er-Jahre im Dienst der finnischen Armee.

## Weiterentwicklungen
Aus der L-39 wurde die leichte Flak 20 ITK 40 VKT entwickelt. Die wesentlichen Änderungen waren die Entfernung des Verschlussfangs, damit die Waffe Dauerfeuer schießen konnte sowie eine Fliegerabwehrlafette und ein geeignetes Reflexvisier.